# محمد «فاضل» قائنی
محمد قائنی (۱۸۲۹–۱۸۹۲) ملقب به نبیل اکبر توسط بهاءالله، همچنین مشهور به «فاضل قائنی» است. نبیل اکبر نویسنده، شاعر، حکیم و دانشمند بود. او یکی از بهائیان برجسته ایرانی می‌باشد که در خانواده ای روحانی به دنیا آمد و علاوه بر کسب علوم متعارف اسلامی، نزد فیلسوف، ملا هادی سبزواری (ت: ۱۱۷۶خ - د: ۱۲۵۶خ) ادامهٔ تحصیل داد. او یکی از شاگردان ممتاز شیخ مرتضی انصاری (۱۸۰۱/۲–۱۸۶۴/۵) بود که با اجازهٔ انصاری به مقام اجتهاد رسید. یکبار به اتهام بابی بودن دستگیرشد که این اتهام را رد کرد. این واقعه او را به فکر انداخت و سبب شد تا نوشته‌های باب را مطالعه کند. او که از طبقهٔ روحانیون بود اوایل سال ۱۸۵۰ بابی شد. فاضل قائنی مجتهد برجسته ای بود که به دیدار بهاءالله رفت و پس از شنیدن سخنان او به جرگهٔ پیروان وی درآمد. و شروع به فعالیت‌های بهائی کرد. نبیل اکبر چند بار به دیدار بهاءالله رفت. بهاءالله «لوح حکمت» را خطاب به او نوشت. قائنی چندین بار در ایران به دلیل همان فعالیت‌ها دستگیر و زندانی شد. او بالاخره به عشق آباد روسیه نقل مکان کرد و در سال ۱۸۹۲ در بخارا درگذشت. عبدالبهاء محمد «فاضل» قائنی را پس از درگذشت به عنوان ایادی امرالله منصوب کرد. شوقی افندی نام او را در زمرهٔ حواریون بهاءالله ثبت کرده است.

### تحصیلات و گرایش مذهبی
محمد قائنی که با لقب فاضل قائنی نیز شناخته می‌شد، در خانواده‌ای از مجتهدان متولد شد. پدرش ملا احمد، روحانی‌ای سرشناس و مشهور بود. وی ابتدا علوم دینی سنتی را نزد پدرش فراگرفت و سپس به سبزوار رفت تا نزد فیلسوف نامدار عصر خود، حاج ملاهادی سبزواری، پنج سال فلسفه اشراق و الهیات بیاموزد. در سال ۱۸۵۲ میلادی، در مسیر خود به نجف برای ادامه تحصیل، در تهران با سید یعقوب، یکی از بابیان، آشنا شد و از طریق نوشته‌های باب، به آیین بابی گروید.
در نجف، وی نزد فقیهان برجسته اصولی، به‌ویژه شیخ مرتضی انصاری، فقه اسلامی را آموخت و پس از ارائه رساله‌ای فقهی، اجازه اجتهاد دریافت کرد؛ این در حالی بود که به گرایش به آیین بابی مظنون شده بود. تسلط او بر فلسفه اشراق و فقه اسلامی باعث شد تا به عنوان عالمی ممتاز شناخته شود.

### آشنایی با بهاءالله و فعالیت‌های تبلیغی
پیش از بازگشت به ایران در سال ۱۸۵۹، شیخ حسن رشتی، یکی از بابیان، او را به دیدار بهاءالله در بغداد دعوت کرد. نبیل اکبر مدتی مهمان بهاءالله بود و از معدود کسانی بود که پیش از اعلان عمومی دعوت بهاءالله در سال ۱۸۶۳، به مقام او پی برد. سپس، با دستور بهاءالله، به ایران بازگشت تا آموزه‌های بابی را گسترش دهد.
در قائن، ابتدا با احترام پذیرفته شد و مورد توجه حشمت‌الملک امیر علم‌خان، حاکم وقت، قرار گرفت. این امر موجب حسادت علمای محل شد و مناظره‌ای میان او و ملا ابراهیم ترتیب داده شد که طی آن، نبیل اکبر برتری علمی خود را نشان داد و به منبر دعوت شد. وی اگرچه در مساجد به خطابه می‌پرداخت، اما تبلیغ آئین بابی را به‌طور خصوصی ادامه داد. این فعالیت‌ها خشم علما را برانگیخت و در نهایت منجر به بازداشت و شکنجه دوماهه‌اش در بیرجند، و پس از آن حصر خانگی دو ساله در قائن شد، تا سرانجام به مشهد تبعید گشت.

### پذیرش بهاءالله و ادامه سفرها
در مشهد، از طریق نبیل اعظم (ملا محمدعلی زرندی) از دعوت علنی بهاءالله مطلع شد و طی نامه‌ای، بابیان منطقه را به پذیرش دعوت او فراخواند. این اقدام واکنش تند علما را برانگیخت و سرانجام در سال ۱۸۷۰ به فرمان شاه به تهران تبعید شد. در تهران، علی‌رغم ممنوعیت پوشیدن عمامه، به تبلیغ آیین بهائی ادامه داد.
در سال ۱۸۷۴، از تهران به قزوین رفت و سپس برای زیارت به عکا سفر کرد، جایی که از بهاءالله لقب «نبیل اکبر» را دریافت نمود. همچنین، بهاءالله لوح حکمت را به افتخار او نگاشت.

### فعالیت‌های پایانی و وفات
پس از بازگشت به ایران، نبیل اکبر با وجود تهدیدهای جانی، به تبلیغ آیین بهائی در شهرهای مختلف از جمله تهران، تبریز، اصفهان، شیراز، یزد، کرمان، مشهد، زنجان و قزوین ادامه داد. در این سفرها، برخی چهره‌های مهم چون میرزا حسن ادیب به  آیین بهائی گرویدند.
با شدت گرفتن تهدیدات، در سال ۱۸۹۰ به همراه برادرزاده‌اش شیخ محمدعلی به عشق‌آباد رفت. در مسیر، در سبزوار دستگیر شد، اما حاکم شهر با دیدن شخصیت او، زمینه فرارش را فراهم کرد. نبیل اکبر در عشق‌آباد ساکن شد و در تقویت جامعه بهائی آن شهر نقش مهمی ایفا کرد. در سال‌های ۱۸۹۰–۱۸۹۱، به همراه میرزا ابوالفضل گلپایگانی در تأسیس جوامع بهائی در بخارا و سمرقند کوشید و اندکی بعد در بخارا درگذشت و همان‌جا به خاک سپرده شد.

### تجلیل و میراث
پس از درگذشت او، عبدالبهاء زیارت‌نامه‌ای برایش نگاشت و به بهائیان عشق‌آباد دستور داد تا هر سال گروهی از مؤمنان را برای زیارت مزار وی بفرستند. بیست سال بعد، با دستور عبدالبهاء، بقایای پیکرش به گورستان بهائیان عشق‌آباد منتقل شد. همچنین، نبیل اعظم مأمور شد تا زندگی‌نامه‌ای منظوم از او در قالب مثنوی بسراید.
عبدالبهاء او را شخصیتی دارای دانش وسیع، فیلسوف، عارف، مجتهد، سخنور و ادیب بی‌نظیر توصیف کرد. به پاس خدماتش به آئین بهائی، به‌عنوان یکی از «ایادی امرالله» شناخته شد، عنوانی که تنها به هشت نفر در زمان بهاءالله اعطا شد. شوقی افندی نیز او را از جمله نوزده «حَواریِ بهاءالله» دانسته است.

### آثار
مهم‌ترین اثر او رساله‌ای عربی درباره اصول بنیادین اسلام است که در سال ۱۸۵۸ نگاشت و به‌واسطه آن اجازه اجتهاد گرفت. از دیگر آثارش:
- قصیده طائیه: شامل ۴۴۵ بیت عربی به سبک آثار عرفانی ابن‌فارض، نگاشته‌شده در عراق (۱۸۵۹)، که جستجوی عرفانی او برای حقیقت و پذیرش بهاءالله را شرح می‌دهد.
- قصیده ناتمام با ۶۵ بیت عربی در باب معاد و دلایل اثبات باب و بهاءالله.
- شب و روز: منظومه‌ای فارسی در قالب مثنوی شامل ۳۷۸ بیت.
- نامه‌ای منظوم به علی‌محمد ورقا: ۳۱ بیت دو بیتی فارسی.
- مجموعه‌ای از نامه‌های عقیدتی و دفاعیه‌ها به زبان‌های فارسی و عربی، خطاب به علما، مقامات و دوستان.

وی همچنین، به درخواست بهاءالله، ویراستاری کتاب «تاریخ بدیع بیانی» نوشته میرزا حسین همدانی را برعهده داشت. برخی منابع احتمال داده‌اند که بخش‌هایی از این کتاب، به‌ویژه در اثبات آموزه‌های باب، تألیف خود نبیل اکبر باشد. نسخه‌ای از این اثر در آرشیو جهانی بهائی در حیفا نگهداری می‌شود. سایر آثار منتشرنشده او، از جمله رساله‌ای فارسی به نام «تحفه ناصریه»، در مجموعه‌های خصوصی باقی مانده‌اند.